# Halictus multicarinatus
Halictus multicarinatus là một loài Hymenoptera trong họ Halictidae. Loài này được Niu, Wu & Huang mô tả khoa học năm 2004.